# Исторический залив
Исторический залив — понятие морского права, морское пространство, углублённое внутрь сухопутной территории государства, в силу исторических, географических и оборонных причин являющееся частью территориальных вод государства вне зависимости от ширины входа в залив. В исторических заливах отсутствует право мирного прохода и полностью действует суверенитет и внутреннее законодательство государства, которому принадлежит залив. Как и другие «исторические воды», исторические заливы представляют собой исключение из международного права, определяющего границы внутренних вод.

## Условия объявления залива историческим
В литературе перечислены критерии, необходимые для признания залива историческим:
- государство должно владеть берегами залива;
- государство должно объявить о своём суверенитете и эффективно его поддерживать в течение длительного времени;
- мировое сообщество — или по крайней мере другие вовлечённые государства — должны быть осведомлены о претензии на суверенитет и терпеть его (или бездействовать, юристы расходятся в оценке смысла слова англ. acquiescence в этом контексте[3]).

## Известные исторические заливы
Позиции разных государств по отношению к одному и тому же заливу могут различаться. Дж. Барри приводит список бесспорных заливов по состоянию на 1973 год:
- Варангер-фьорд в начале XX века;
- Рижский залив во времена СССР;
- Тунисский залив;
- залив Габес;
- Маннарский залив;
- залив Палк[англ.];
- залив Шарк;
- Гудзонов залив;
- залив Делавэр;
- залив Санта-Моника.

Барри считает спорными:
- залив Акаба;
- залив Петра Великого;
- российские заливы в Арктике.